# Imperialismus

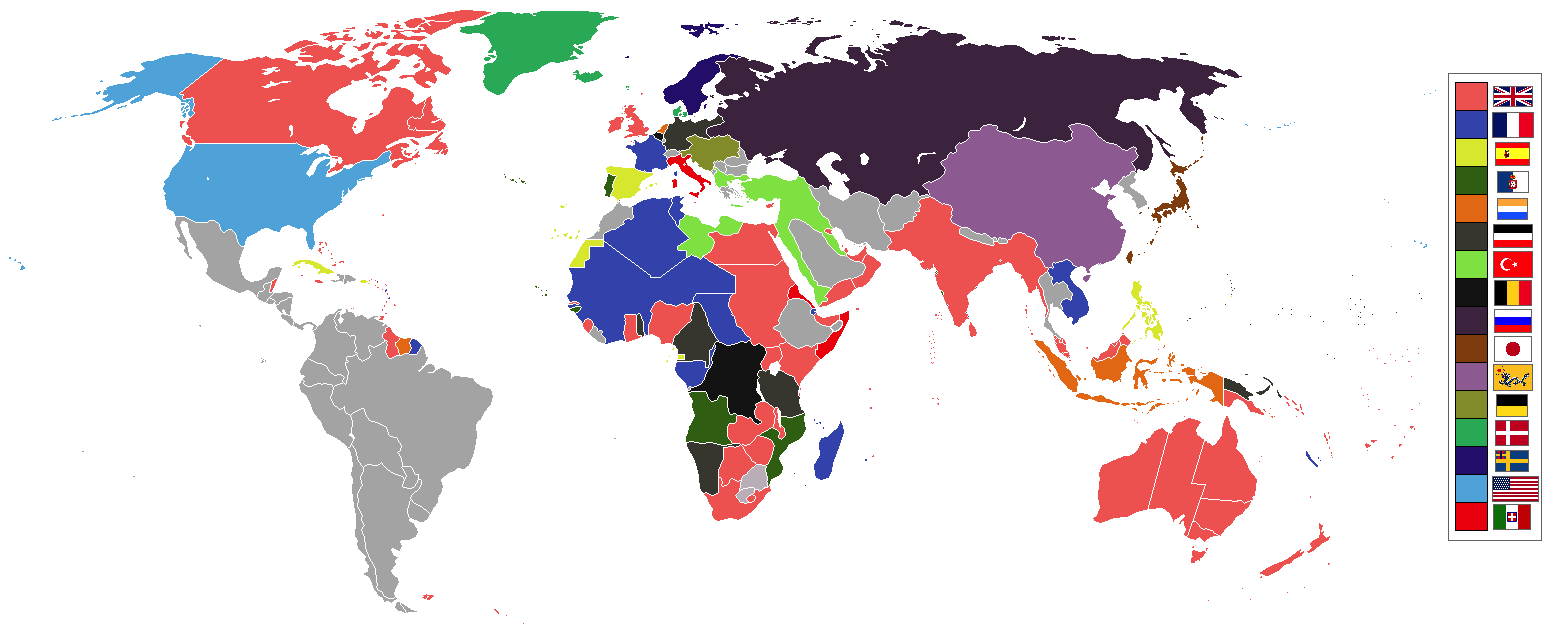
Imperiální mocnosti kolem roku 1898

Imperialismus je pojem užívaný k označení velmocenské, dobyvačné, expanzivní a militantní politiky, vedené snahou o rozšíření vlivu jednoho státu nad jinými s cílem vytvoření velmoci nebo získání dominantního vlivu nad územím, na které si tento stát činí nárok z historických, nacionálních, náboženských, ekonomických nebo politických důvodů (přírodní bohatství, levné pracovní síly, strategické body).

## Etymologie a terminologie
Termín imperialismus byl odvozen z latinského slova imperium, které znamená „velet“, „být suverénním“ nebo jednoduše „vládnout“. Byl vytvořen v 19. století k odsouzení despotického militarismu Napoleona III. a jeho pokusů o získání politické podpory prostřednictvím zahraničních vojenských intervencí. V současném smyslu se tento termín rozšířil ve Spojeném království, kde se v 70. a 80. letech 19. století používal s pozitivní konotací. Do konce 19. století se tento termín používal k popisu chování rozpínavých říší. Hannah Arendtová a Josef Alois Schumpeter definovali imperialismus jako „expanzi pro expanzi“.
Termín se používal a používá hlavně k označení západní a japonské politické a ekonomické dominance, zejména v Asii a Africe, v 19. a 20. století. Jeho přesný význam je mezi vědci stále diskutován. Někteří autoři, jako například Edward Said, používají tento termín šířeji k popisu jakéhokoli systému nadvlády a podřízenosti organizovaného kolem imperiálního jádra a periferie. Tato definice zahrnuje jak nominální impéria, tak neokolonialismus. Imperialismus byl identifikován i v novějších jevech, jako je dobývání vesmíru.
Termín imperialismus je často spojován s kolonialismem; mnoho vědců však tvrdí, že každý z nich má svou vlastní odlišnou definici. Historik Robert Young píše, že imperialismus působí z centra jako státní politika a je rozvíjen z ideologických i finančních důvodů, zatímco kolonialismus je jednoduše rozšiřování za účelem osidlování nebo obchodních záměrů; kolonialismus však stále zahrnuje invazi. Imperialismus i kolonialismus diktují politickou a ekonomickou výhodu nad územím a domorodým obyvatelstvem, které ovládají, i proto je pro vědce někdy obtížné ilustrovat rozdíl mezi těmito dvěma termíny.

## Historie

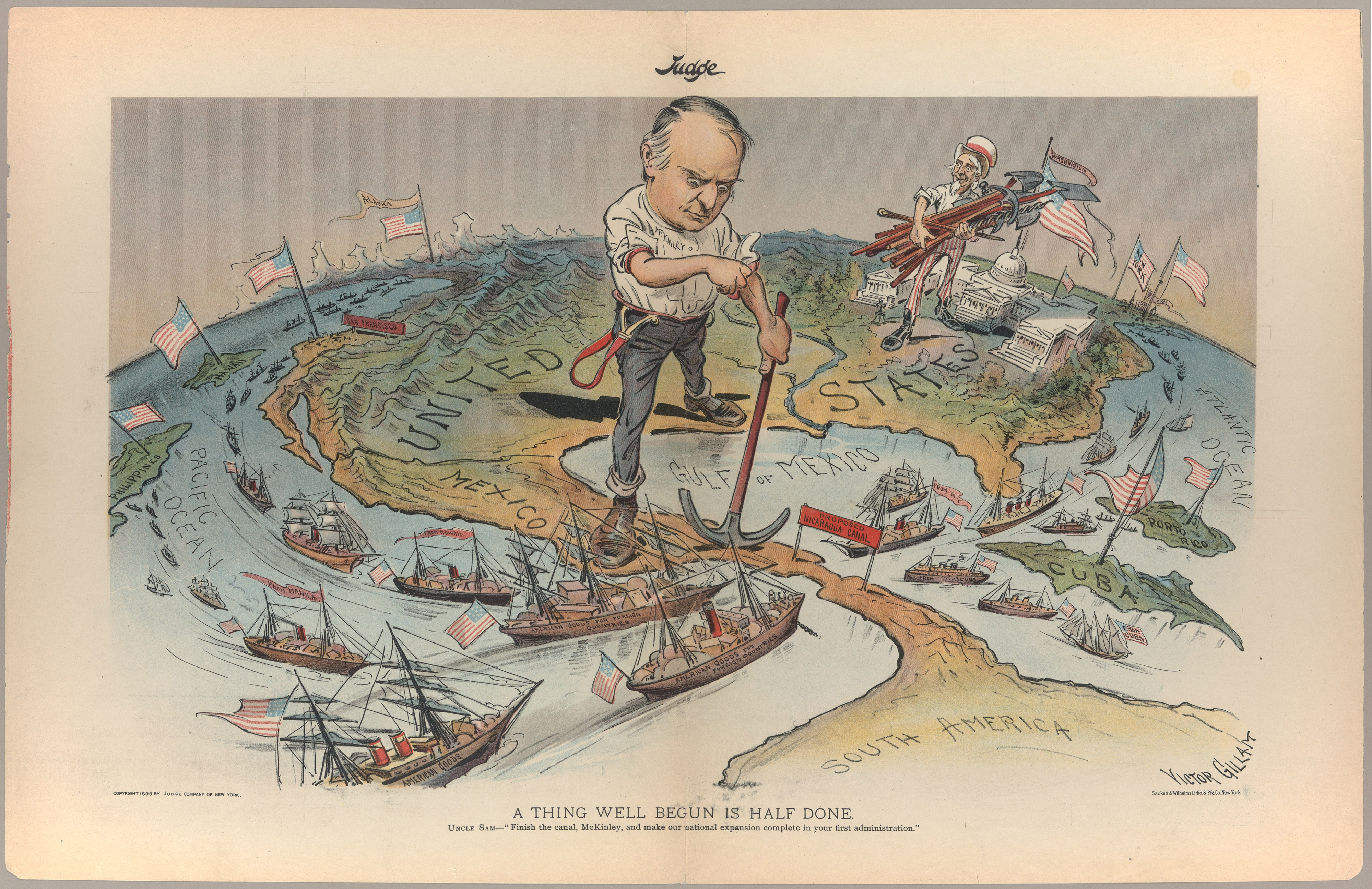
Karikatura satirizující americké imperiální ambice po McKinleyho rychlém vítězství ve španělsko-americké válce v roce 1898 (1899)

Původně byl tímto pojmem označován růst a upevňování britského impéria. Pod různými záminkami byl původcem vzniku dalších koloniálních říší ovládajících Afriku, Oceánii, Asii; byl užíván například Francií při rozšiřování civilizace, Ruskem (myšlenka panslavismu), Německem (víra ve výjimečnost německého národa), Japonskem (nové uspořádání východní Asie) či USA. Imperialisté svoji expanzivní politiku vždy zdůvodňovali jejím pozitivním dopadem – šířením civilizace, kultury, ekonomické prosperity, lidských práv nebo demokracie.

### Věk imperialismu

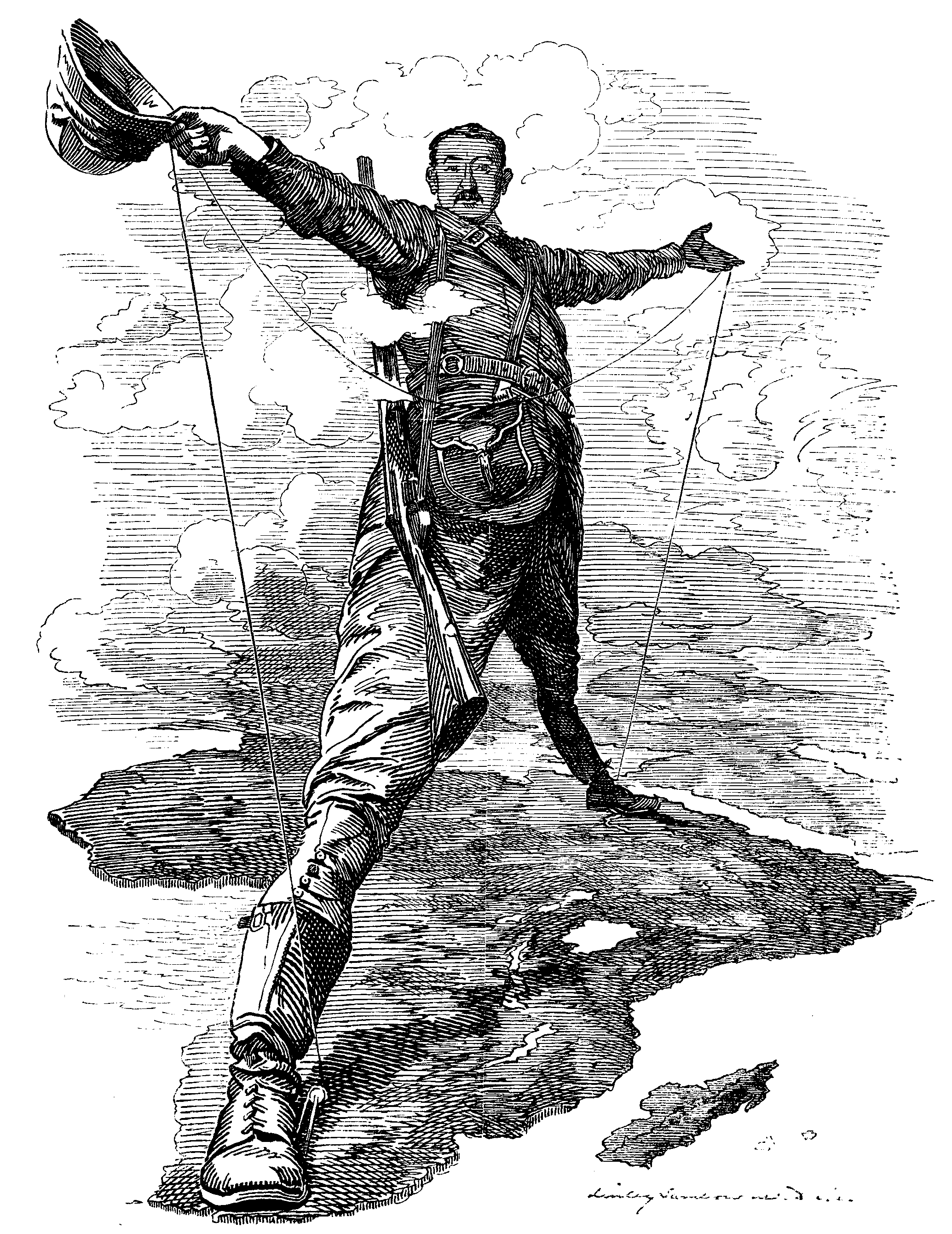
Karikatura satirizující železnici z Kapského města do Káhiry, symbol britského imperialismu během závodu o Afriku (1892)

Imperialismus byl přítomen od počátku dějin a jeho nejintenzivnější fáze nastala v tzv. době osové. Koncept věku imperialismu se však vztahuje k období předcházejícímu první světové válce. Počátek se pohybuje mezi lety 1760 a 1870. Toto druhé datum ztotožňuje věk imperialismu s neoimperialismem. Podle historiků Daniela Hedingera a Nadin Heé rozšířené používání termínu „věk impéria“ pro toto specifické období odráží eurocentrickou zaujatost z hlediska dějin.
V tomto věku evropské národy s pomocí industrializace zintenzivnily proces kolonizace, ovlivňování a anektování dalších částí světa. Na konci 19. století se k nim přidaly Spojené státy a Japonsko. Mezi další epizody imperialismu 19. století patřily tzv. závod o Afriku a velká hra.
Evropská expanze se v 19. století výrazně zrychlila. Aby Evropa získala suroviny, rozšířila dovoz z jiných zemí a z kolonií. Evropští průmyslníci hledali suroviny, jako jsou barviva, bavlna, rostlinné oleje a kovové rudy, ze zámoří. Současně industrializace rychle proměnila Evropu v centrum výroby a hospodářského růstu, což vedlo k potřebě zdrojů. Komunikace se během evropské expanze výrazně zdokonalila. S vynálezem železnic a telegrafů se stala snazší komunikace s jinými zeměmi a rozšíření administrativní kontroly domovského národa nad jeho koloniemi. Parní železnice a parní námořní lodní doprava umožnily rychlou a levnou přepravu obrovského množství zboží do a z kolonií. Spolu s pokrokem v komunikaci se Evropa dále rozvíjela i ve vojenských technologiích.

## Teorie imperialismu

### J. A. Hobson
J. A. Hobson byl anglický liberální ekonom, který napsal dílo Imperialism: A Study (1902), která spojovala imperialismus s růstem monopolního kapitálu a následnou krizí nedostatečné spotřeby. Hobson tvrdil, že růst monopolů v kapitalistických zemích má tendenci koncentrovat kapitál v menším počtu rukou, což vede ke zvýšení úspor a odpovídajícímu poklesu investic. Toto nadměrné spoření v porovnání s investicemi vede k chronickému nedostatku poptávky, který lze zmírnit buď nalezením nových teritorií pro investice, nebo nalezením nových trhů s větší poptávkou po zboží. Tyto dva faktory vedou k potřebě chránit zahraniční investice monopolu nebo rozbít stávající ochranu, aby bylo možné lépe proniknout na zahraniční trhy, což zvyšuje tlak na anexi cizích zemí.

### Marxismus
Zatímco většina teorií imperialismu je spojována s marxismem, Karl Marx termín imperialismus nikdy nepoužil ani nepsal o žádných srovnatelných teoriích. Mnoho autorů však naznačilo, že myšlenky, které byly nedílnou součástí pozdějších teorií imperialismu, byly přítomny již v Marxových spisech. Například Frank Richards v roce 1979 poznamenal, že již v díle  Grundrisse der Kritik der politischen Ökonomie „Marx anticipoval imperialistickou epochu“. Lucia Pradella uváděla, že v Marxových nepublikovaných studiích o světové ekonomice již existovala imanentní teorie imperialismu.
Marx také tvrdil, že zaostalost některých koloniálních společností lze vysvětlit pouze vnější intervencí. Marx tvrdil, že anglická represe donutila irskou společnost zůstat v předkapitalistickém režimu. V Indii Marx kritizoval roli obchodního kapitálu, který vnímal jako prevenci společenské transformace tam, kde by průmyslový kapitál jinak mohl přinést progresivní změnu. Marxovy spisy o koloniálních společnostech jsou moderními marxisty často považovány za plné rozporů nebo nesprávných předpovědí, i když většina souhlasí s tím, že položil základy pro pozdější chápání imperialismu, závislosti, vykořisťování a nerovné směny.

### Trockismus
Lev Trockij začal v roce 1906 formulovat svou teorii nerovnoměrného a kombinovaného rozvoje, ačkoli tento koncept se v jeho dílech stal prominentním až od roku 1927. Trockij poznamenal, že různé země se vyvíjely a postupovaly do značné míry nezávisle na sobě, a to způsoby, které byly kvantitativně nerovné (například místní tempo a rozsah ekonomického růstu a populačního růstu) a kvalitativně odlišné (například národně specifické kultury a geografické rysy). Jinými slovy, země měly svou vlastní specifickou národní historii s národními zvláštnostmi. Zároveň všechny různé země neexistovaly zcela izolovaně od sebe navzájem; byly také vzájemně závislými součástmi světové společnosti, většího celku, v němž všechny koexistovaly, v němž sdílely mnoho charakteristik a v němž se vzájemně ovlivňovaly procesy kulturního šíření, obchodu, politických vztahů a různých „efektů přelévání“ z jedné země do druhé.
V díle Dějiny ruské revoluce, publikovaném v roce 1932, Trockij spojil svou teorii rozvoje s teorií imperialismu. V Trockého teorii neznamená nadvláda jedné země nad jinou, že je ovládané zemi zcela zabráněno v rozvoji, ale spíše to, že se rozvíjí převážně podle požadavků ovládané země.

### Rudolf Hilferding
Rudolf Hilferding se s dílem Das Finanzkapital, vydaným v roce 1910, řadí k prvním „klasickým“ marxistickým teoretikům imperialismu; směru, který kodifikovali a popularizovali Nikolaj Bucharin a Vladimir Iljič Lenin. Hilferding zahájil svou analýzu imperialismu velmi důkladným rozborem monetární ekonomie a analýzou vzniku akciových společností. Vznik akciových společností, stejně jako bankovních monopolů, vedl k nebývalé koncentraci kapitálu. Jakmile monopoly převzaly přímou kontrolu nad nákupem a prodejem, možnosti investic do obchodu se snížily. To mělo za následek, že bankovní monopoly byly v podstatě nuceny investovat přímo do výroby.
Hilferdingův „finanční kapitál“ lze nejlépe chápat jako část kapitálu, v němž jsou spojeny funkce finančního kapitálu a průmyslového kapitálu. Éra finančního kapitálu by se vyznačovala velkými společnostmi, které jsou schopny získávat peníze z široké škály zdrojů. Tyto společnosti s velkým finančním kapitálem by se pak snažily expandovat do velké oblasti působnosti, aby co nejefektivněji využívaly přírodní zdroje, a poté, co by tuto oblast monopolizovaly, by zaváděly cla na vyvážené zboží, aby zneužily svého monopolního postavení. Podle Hilferdinga by monopoly vykořisťovaly všechny spotřebitele ve svých chráněných oblastech, nejen koloniální poddané.

### Karl Kautsky
Před první světovou válkou Hobson, stejně jako Karl Liebknecht, teoretizovali, že imperialistické státy by se v budoucnu mohly potenciálně transformovat v mezistátní kartely, které by mohly efektivněji využívat zbytek světa, aniž by způsobovaly války v Evropě. V roce 1914 Karl Kautsky vyjádřil podobnou myšlenku a zavedl termín ultraimperialismus, neboli fáze mírové spolupráce mezi imperialistickými mocnostmi, kde by se země vzdaly závodů ve zbrojení a omezily konkurenci. To naznačovalo, že válčení není pro kapitalismus nezbytné a že socialisté by měli agitovat za mírový kapitalismus, spíše než za konec imperialismu.

### Nikolaj Bucharin
Nikolaj Bucharin v díle Imperialismus a světová ekonomika, napsaném v roce 1915, přistoupil především k objasnění a zpřesnění dřívějších Hilferdingových myšlenek a k jejich zasazení do konzistentnějšího antiimperialistického světla. Hlavní rozdíl mezi Bucharinem a Hilferdingem spočíval v tom, že namísto jediného procesu vedoucího k imperialismu (rostoucí koncentrace finančního kapitálu) viděl Bucharin dva soupeřící procesy, které by vytvářely tření a války. Jednalo se o „internacionalizaci“ kapitálu (rostoucí vzájemná závislost světové ekonomiky) a „znárodnění“ kapitálu (rozdělení kapitálu na národní mocenské bloky). Výsledkem těchto tendencí by byly velké národní bloky kapitálu soupeřící v rámci světové ekonomiky.
Konkurence a další nezávislé tržní síly by v tomto systému byly relativně regulované na národní úrovni, ale mnohem  konfliktnější na světové úrovni. Monopol tedy neznamenal konec konkurence, ale spíše každá následná intenzifikace monopolního kapitálu do větších bloků by s sebou nesla mnohem intenzivnější formu konkurence ve stále větším měřítku.

### Vladimir Iljič Lenin
Vladimir Iljič Lenin použil výraz imperialismus pro označení své politické současnosti. Podle něj se jednalo o poslední fázi vývoje kapitalismu, kterou charakterizovaly vláda monopolů a dělení světa a jeho bohatství mezi největší kapitalistické mocnosti, doprovázené krizemi a válkami. Tuto svou teorii sepsal v díle Imperialismus, poslední stádium kapitalismu (1916). Zde v první kapitole rozděluje vývoj monopolů následovně:
1. 1860–1880: vrchol volné konkurence, zárodky monopolů
2. od krize v roce 1873: postupný rozvoj kartelů
3. konec 19. století a krize 1900–1903: kartely se stávají podstatou celého hospodářství, kapitalismus se mění na imperialismus

„Imperialismus,“ uvedl v předmluvě již necenzurovaného vydání z roku 1920, „je předehra sociální revoluce proletariátu. To se od roku 1917 potvrdilo ve světovém měřítku.“
Později příznivci Lenina a leninismu jako imperialisty označovali „tábor“ svých protivníků v čele s USA.

### Kwame Nkrumah
Kwame Nkrumah, bývalý prezident Ghany (1960–1966), zavedl termín neokolonialismus, který se objevil v preambuli Charty Organizace africké jednoty z roku 1963 a byl také názvem jeho knihy Neokolonialismus, poslední fáze imperialismu z roku 1965. Nkrumahova teorie se z velké části opírala o Leninův imperialismus a sledovala podobná témata jako klasické marxistické teorie imperialismu, popisující imperialismus jako výsledek potřeby exportovat krize do oblastí mimo Evropu. Na rozdíl od klasických marxistických teorií však Nkrumah vnímal imperialismus jako brzdu rozvoje kolonizovaného světa.
Nkrumahova kombinace prvků klasických marxistických teorií imperialismu se závěrem, že imperialismus systematicky vývojově poškozuje chudé země, se, stejně jako podobné spisy Che Guevary, ukázala jako vlivná mezi vůdci Hnutí nezúčastněných zemí a různými národně osvobozeneckými skupinami.

### Walter Rodney
Guayanský historik Walter Rodney byl v 60. a 70. letech 20. století důležitým spojnicí mezi africkými, karibskými a západními teoretiky imperialismu. Rodney, inspirovaný Leninem, Baranem, Aminem, Fanonem, Nkrumahem a C. L. R. Jamesem, předložil teorii „kapitalistického imperialismu“.
Rodney zpochybňoval Leninovo periodizaci imperialismu a tvrdil, že imperialismus a kapitalismus se neobjevily v 19. století, ale byly souběžnými procesy s historií sahající až do pozdního středověku. Tento kapitalistický imperialismus byl spjat se vznikem rasy, rasismu a odporu proti černošství, které racionalizovaly brutalitu a vykořisťování v koloniálních oblastech. Tím umožnil koloniálním oblastem sloužit jako „uvolňovací ventil“ pro evropské sociální a ekonomické krize, například prostřednictvím exportu nežádoucího obyvatelstva jako osadníků nebo nadměrného vykořisťování koloniálních oblastí takovým způsobem, který by v Evropě vyvolal vzpouru. Toto bylo akceptováno, protože rasově ovlivněné národy byly pouze „poloproletariátem“, uvízlým mezi způsoby výroby, s nižšími mzdami ospravedlňovanými myšlenkou, že si mohou sami vypěstovat jídlo pro přežití. Na spodku tohoto systému byli otroci, často „permanentní hybrid rolníka a proletáře“, rasově ovlivněni takovým způsobem, že mzdy byly považovány za zbytečné. Vytvořením trvale neuspořádané globální spodní třídy si Evropané také vytvořili stálou záložní armádu pracovní síly, které se po dovozu do Evropy nebo Ameriky mohlo snadno zabránit v organizování rasismem a stratifikovanými mzdami.

### Teorie světového systému
Immanuel Wallerstein tvrdil, že na jakýkoli systém je třeba pohlížet jako na celek a že většina teorií imperialismu dosud nesprávně považovala jednotlivé státy za uzavřené systémy. Místo toho se od 16. století vyvinul světový systém formovaný prostřednictvím tržní směny, který nahradil „minisystémy“ (malé, lokální ekonomiky) a „světová impéria“ (systémy založené na placení poplatků ústřední autoritě), které do té doby existovaly. Wallerstein nepovažoval kapitalismus za samostatný způsob výroby, ale spíše za „nedělitelný jev“ skrývající se za světovým systémem.
Světový systém je rozdělen do tří úrovní států: jádra, periferie a poloperiferních zemí. Charakteristické rysy těchto úrovní se měnily s tím, jak Wallerstein přijímal nové myšlenky do své analýzy světových systémů: v jeho raných pracích spočívá rozdíl mezi těmito úrovněmi v síle státních systémů v každé zemi, zatímco v pozdějších esejích všechny státy slouží v podstatě stejnému účelu jako součást mezistátního systému, který existuje proto, aby rozdělil svět na oblasti odlišené mírou, do jaké z nerovné směny těží nebo jsou jí poškozovány.